# Retorn a Hope Gap
Retorn a Hope Gap (també coneguda com a Hope Gap) és una pel·lícula dramàtica britànica del 2019 escrita i dirigida per William Nicholson, adaptada de la seva obra de teatre de 1999 The Retreat from Moscow. La pel·lícula és protagonitzada per Annette Bening, Bill Nighy, Josh O'Connor, Aiysha Hart, Ryan McKen, Steven Pacey i Nicholas Burns.
Retorn a Hope Gap es va estrenar al Festival Internacional de Cinema de Toronto el 6 de setembre de 2019. El 2020 es va estrenar als cinemes la versió original subtitulada al català amb la distribució d'A contracorriente Films, amb el títol de Hope Gap. El 8 de juliol de 2022 es va estrenar el doblatge en català a TV3, amb el títol de Retorn a Hope Gap, traduït i ajustat per Rosa Roig sota la revisió lingüística de David Arnau.

## Premissa
Edward pren la decisió de deixar a la seva dona Grace després de 29 anys de matrimoni. A partir d'aquest moment, cada un d'ells, a la seva manera, buscarà la forma de refer la seva vida en un petit poble costaner a prop dels penya-segats de Hope Gap.

## Repartiment
- Annette Bening com a Grace
- Bill Nighy com a Edward
- Josh O'Connor com a Jamie
- Aiysha Hart com a Jess
- Ryan McKen com a Dev
- Steven Pacey com a advocat
- Nicholas Burns com a Gary
- Rose Keegan com a recepcionista
- Nicholas Blane com a sacerdot
- Sally Rogers com a Angela
- Liam Hadfield com a cambrer

## Producció
El projecte es va anunciar el 31 d'octubre de 2017, amb William Nicholson com a director i guionista, i Annette Bening i Bill Nighy en els papers de marit i muller protagonistes.
La preproducció va començar l'11 de juny de 2018, i el rodatge principal, el 10 de juliol. El rodatge va tenir lloc a Seaford (Sussex).

## Rebuda

### Taquilla
Retorn a Hope Gap va recaptar 104.732 dòlars als Estats Units i al Canadà i 7.832 a altres territoris per un total mundial de 112.564 dòlars.

### Resposta crítica
A l'agregador de ressenyes Rotten Tomatoes, la pel·lícula té una puntuació d'aprovació del 64% basada en 87 crítiques, amb una valoració mitjana de 6,2 sobre 10. El consens crític del lloc web diu: "Annette Bening i Bill Nighy per si sols gairebé valen el preu de l'entrada, però a Retorn a Hope Gap li falta prou profunditat per deixar realment un impacte". A Metacritic, la pel·lícula té una puntuació mitjana ponderada de 58 sobre 100 basada en 23 crítics, la qual cosa indica "crítiques mixtes o mitjanes".